# Cerastoderma edule
El berberecho común o verdigón (Cerastoderma edule) es una especie de molusco bivalvo de la familia Cardiidae. No se reconocen subespecies.

## Descripción
La concha del berberecho común es de color blanco amarillento, habitualmente con líneas oscuras y presenta de 22 a 28 costillas radiales muy pronunciadas, ásperas y anchas, las cuales se encuentran cruzadas por rayas concéntricas y espinas escamosas. Su forma es globosa, casi triangular y puede llegar a alcanzar los 6 cm.

## Distribución y hábitat
Se encuentra ampliamente extendido en el océano Atlántico, desde el mar de Barents y el mar Báltico a lo largo de la costa atlántica europea hasta Mauritania, en África occidental, así como en el mar Mediterráneo suroccidental, donde es considerado como raro. Se encuentra en fondos cenagosos, arenosos y de grava, habitualmente bajo la superficie del fondo.

## Comportamiento
Se reproducen por medio de larvas pelágicas, y a diferencia de otras especies de su familia, es unisexual. En el mar del Norte se encuentra junto al berberecho verde (Cerastoderma glaucum), pero no se ha registrado hibridación, debido posiblemente a la incompatibilidad entre los gametos de ambas especies.
Los berberechos comunes son capaces de dar saltos, apoyándose con su pie en el fondo y estirándolo de golpe pueden salir proyectados hasta medio metro de distancia.